# Theophrastite
La theophrastite è un minerale appartenente al gruppo della brucite.